# Корреляционная теория Ориона

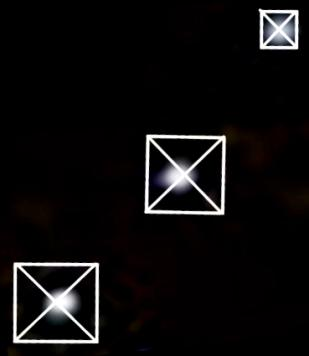
Принцип корреляционной теории Ориона: очертание пирамид Гизы, наложенное на фотографию звёзд в поясе Ориона. Критики Хэнкока поставили под сомнение достоверность выводов из этого сопоставления.

Корреляционная теория Ориона (англ. Orion correlation theory) — теория в египтологии.
Согласно этой теории существует корреляция между расположением трёх пирамид Гизы и поясом Ориона созвездия Ориона, и что эта корреляция была задумана как таковая первоначальными строителями комплекса пирамид Гизы. Звёзды Ориона у древних египтян ассоциировались с Осирисом, богом возрождения и загробной жизни. В зависимости от версии теории, дополнительные пирамиды были включены, чтобы завершить картину созвездия Ориона, а река Нил обозначает Млечный Путь. Эта теория была впервые опубликована в 1989 году в книге «Дискуссии в египтологии», том 13. Она была предметом бестселлера «Тайна Ориона» в 1994 году, а также документального фильма Би-би-си «Великая Пирамида: врата к звездам».

## История
Корреляционная теория Ориона была выдвинута Робером Бовалем, он установил связь между расположением трёх главных звёзд в поясе Ориона и расположением трёх основных пирамид в комплексе пирамид Гизы, а также между относительным размером пирамид и видимой яркостью звезд пояса Ориона. Он опубликовал эту теорию в 1989 году в журнале «Обсуждения в египтологии», том 13. Эта теория была далее изложена Бовалем в сотрудничестве с Адрианом Гилбертом и Грэмом Хэнкоком. В основе этой теории лежит предположение о том, что относительное положение трёх основных древнеегипетских пирамид на плато Гиза было по замыслу коррелировано с относительным положением пояса из трёх звезд в созвездии Ориона.
Их первоначальные идеи относительно расположения пирамид Гизы позже объединяются с предположениями о возрасте Большого Сфинкса. Согласно этим работам, Большой Сфинкс был построен около 10 500 г. до н. э., а его образ в виде льва считается окончательной ссылкой на созвездие Льва. Более того, ориентация и расположение Сфинкса, пирамид Гизы и реки Нил относительно друг друга на земле выдвигается как точное отражение созвездий Льва, Ориона и Млечного Пути соответственно. Как пишет Хэнкок в книге «Тайна Марса» 1998 года (в соавторстве с Бовалем):

… мы продемонстрировали с большим количеством доказательств, что узор из звёзд, который передан на земле в виде трёх пирамид Гизы и Сфинкса, представляет собой расположение созвездий Ориона и Льва в момент восхода солнца во время весеннего равноденствия астрономической «Эры Льва». Как и во всех предварениях равноденствий, этот период длился 2160 лет. Считается, что по григорианскому календарю он выпал между 10 970 и 8 810 г. до н. э.
Египтология и археология утверждают, что имеющиеся свидетельства указывают на то, что пирамиды Гизы были построены в период четвертой династии (3-е тысячелетие до н. э.), в то время как точная дата постройки Великого Сфинкса до сих пор неясна. Хэнкок не оспаривает свидетельство датировки существующих в настоящее время пирамид, но вместо этого утверждает, что они могли быть архитектурной эволюцией, происхождение и культурное значение которых датируется примерно восемью тысячами лет до того, как были построены нынешние памятники.

## Критика
Аргументы, сделанные Хэнкоком, Бовалем, Уэстом и другими относительно важности предложенных корреляций, были описаны как форма псевдоархеологии.
Среди них — критические замечания двух астрономов, Эда Круппа из обсерватории Гриффита в Лос-Анджелесе и Тони Файролла из Кейптаунского университета, Южная Африка. Используя оборудование планетария, Крупп и Файралл независимо исследовали угол между выравниванием пояса Ориона и севера в эпоху, указанную Хэнкоком, Бовалем и др. Они обнаружили, что угол несколько отличался от идеального совпадения, которое, как считали Боваль и Хэнкок, существовало в корреляционной теории Ориона. Согласно измерениям в планетарии, они оценивают 47-50 градусов по сравнению с углом в 38 градусов, образованным пирамидами.

## Большой Сфинкс
Большой Сфинкс — это огромная статуя с лицом человека и телом льва. Высеченная из монолитной известняковой скалы, она имеет 57 метров в длину, 6 метров в ширину и высоту 20 метров, что делает её самой большой однокаменной статуей в мире. Большой Сфинкс — одна из самых больших и древних статуй в мире, однако основные факты о ней, такие как реальная модель лица, когда и почему она была построена и кем, до сих пор неизвестны. Эти вопросы в совокупности получили название «загадка Сфинкса».
Большой Сфинкс, по общему мнению египтологов, представляет собой подобие царя Хафры, которому часто приписывают также роль создателя статуи. Таким образом, время строительства находилось где-то между 2520 и 2494 годами до нашей эры. Поскольку ограниченные свидетельства, подтверждающие происхождение Хафры, неоднозначны, идея о том, кто построил Сфинкса и когда, продолжает оставаться предметом споров. Аргумент, выдвинутый Бовалем и Хэнкоком в поддержку корреляционной теории Ориона, состоит в том, что строительство Сфинкса было начато в 10 500 году до н. э., а лапы льва Сфинкса является окончательной ссылкой на созвездие Льва, а расположение и ориентация Сфинкса, комплекса пирамид Гизы и реки Нил являются точным отражением или так называемой картой созвездий Льва, Ориона (в частности, Пояса Ориона) и Млечного Пути соответственно.
Дата 10 500 лет до н. э. была выбрана потому, что это единственное время в предварениях равноденствий, когда астрологическим веком был Лев и когда это созвездие поднялось прямо к востоку от Сфинкса в день весеннего равноденствия. Они также предполагают, что в эту эпоху углы между тремя звездами Пояса Ориона и горизонтом точно совпадали с углами между тремя главными пирамидами Гизы. Эти положения и другие теории используются для поддержки общей веры в развитую и древнюю, но ныне исчезнувшую глобальную цивилизацию.
Теория о том, что Сфинкс на самом деле намного старше, получила некоторую поддержку со стороны геологов. Роберт Шох утверждал, что воздействие водной эрозии на Сфинкса и его окружение означает, что части памятника должны были быть первоначально вырезаны между 7000 и 5000 годами до нашей эры. Колин Ридер предложил дату всего за несколько сотен лет до общепринятой даты строительства. Эти взгляды были почти повсеместно отвергнуты основными египтологами, которые вместе с рядом геологов, включая Джеймса Харрелла, Лала Гаури, Джона Синая и Джаянту Бандьопадхьяя, придерживаются общепринятой датировки памятника. Их анализы объясняют явно ускоренный износ Сфинкса различными причинами: современным промышленным загрязнением, качественными различиями между слоями известняка в самом памятнике, соскабливанием принесённого ветром песка или температурными изменениями, вызывающими треск камня.